# Manuel Maucci
Emanuele Maucci (Mulazzo, 1850-Barcelona, 1937) fue un librero y editor italiano, instalado en España.

## Biografía

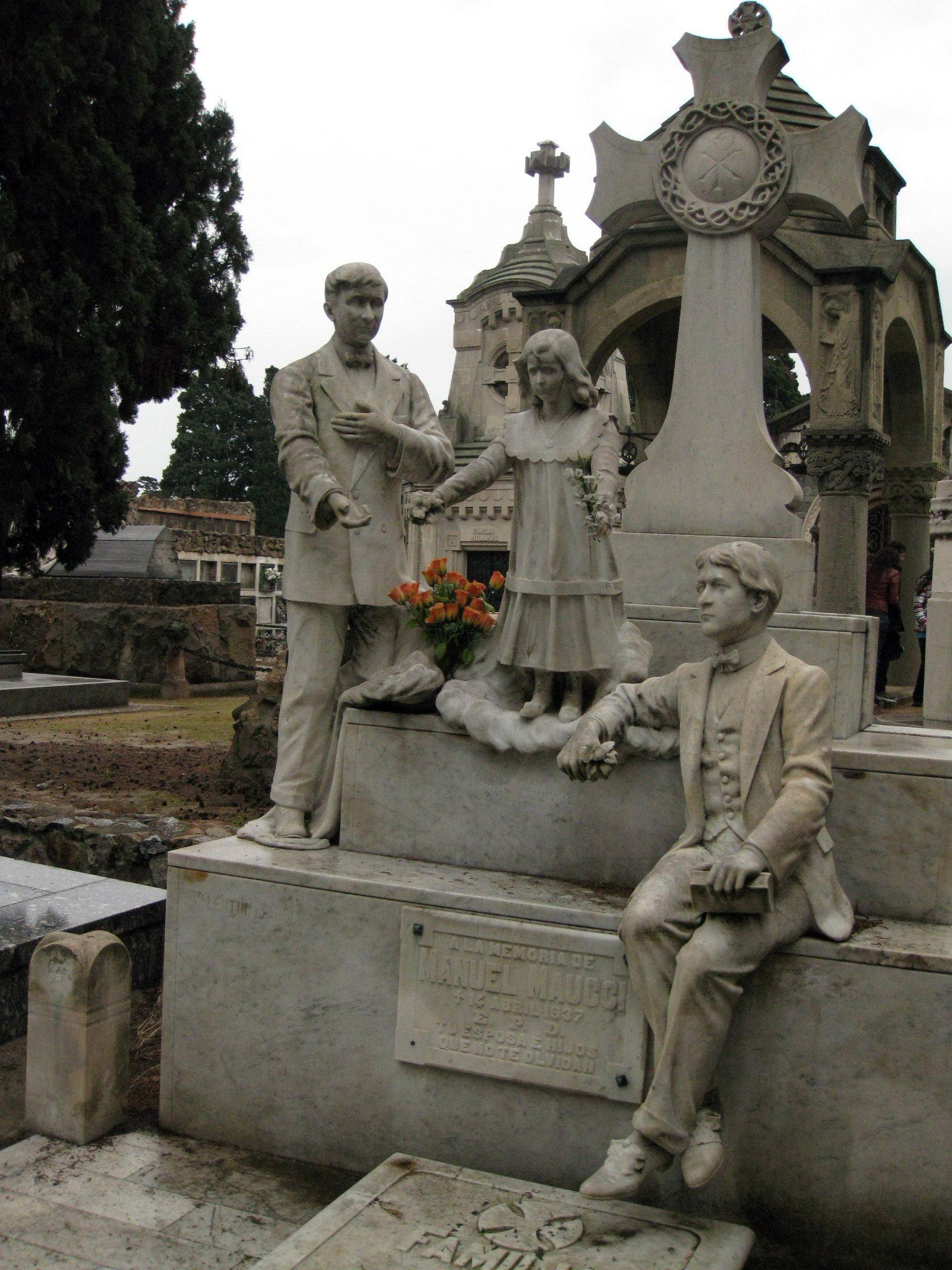
Tumba de Manuel Maucci en el cementerio de Montjuic

Nacido en 1850 en Italia, cerca de Carrara, se terminó instalando en Barcelona, donde fundó en 1892 una librería, que se convirtió en la Casa Editorial Maucci, dedicada a la literatura en español, con ediciones de bajo precio. En 1906 anunciaba la apertura de una sucursal en Madrid de su negocio, que encomendó a su hijo Domingo Maucci y que estaba ubicada en la calle de Espoz y Mina. Falleció a mediados de abril de 1937 en Barcelona.